# Реза Кули-мирза
Реза Кули-мирза (15 апреля 1719 — 20 июня 1747) — старший сын Надир-шаха Афшара, основателя Афшарской империи. Во время своего правления он проявил мужество, подчиняя мятежных ханов и проводя кампанию вплоть до Бухары, чтобы положить конец Бухарскому ханству, врагам его отца. Прежде чем отправиться в Индию, Надир-шах назначил Резу Кули регентом Ирана. Будучи регентом, Реза Кули сохранял мир, но при этом действовал жестоко, требуя налогов и казня людей просто за преступления. Он приказал убить Тахмаспа II и Аббаса III, двух претендентов на престол, что вызвало бурю негодования среди народа. Когда Надир-шах вернулся из Индии, он уволил Резу Кули с поста регента, пренебрегая его действиями во время регентства.
После этого Реза Кули служил командиром в армии своего отца, но отношения между ними, когда-то полные любви, постепенно переросли в горечь. Реза Кули, которого Надир постоянно унижал, критиковал своего отца, и Надир стал все больше недоверять к своему сыну. В 1742 году Надир был убит, но пережил нападение. Он подозревал, что за убийством стоит Реза Кули, и поэтому ослепил его, но как только дело было сделано, он пожалел о своем поступке и попросил прощения у своего сына. Реза Кули находился в крепости Калат до 1747 года, когда он был убит своим двоюродным братом и претендентом на трон Али Адил-шахом.
При жизни Реза Кули получил положительную оценку современников. Его описывали как справедливого правителя, даже если он совершал жестокости. Его ослепление оказало большое влияние на его отца и королевство. Надир-шах пережил психическое расстройство, стал озлобленным и нигилистическим человеком и столкнулся со многими восстаниями по всему королевству из-за своей тирании. Современные историки предполагают, что Реза Кули мог бы стать хорошим правителем Ирана, благодаря своим способностям в торговле.

## Биография

### Детство и юность
Реза Кули-мирза родился 15 апреля 1719 года в окрестностях Абиварда (Хорасан). Старший сын Надир-шаха (1688—1747), будущего шаха Ирана (1736—1747). Его матерью была первая жена Надир-шаха, Гуль Афшан Хатун (? — 1723), старшая дочь Баба Али-бека Куша Афшара Ахмадлу, наместника Абиварда. Его мать была дочерью Бабы Али-бека Кусе Ахмадлу, губернатора Абиварда и важного племенного вождя среди афшаров Хорасана, а его отцом был Надир Кули-бек Афшар, будущий Надир-шах. Младенца назвали Реза Кули, в честь традиции имени среди народа Афшара, где Кули означает слуга, а Реза относится к восьмому шиитскому имаму Али ар-Риде. Мать Резы умерла через пять лет после его рождения, Надир женился повторно, женившись на ее младшей сестре Гоухар Шад, от которой у него было двое сыновей. После того, как Надир завоевал город в 1726 году Реза вместе со двором Надира переехал в Мешхед.

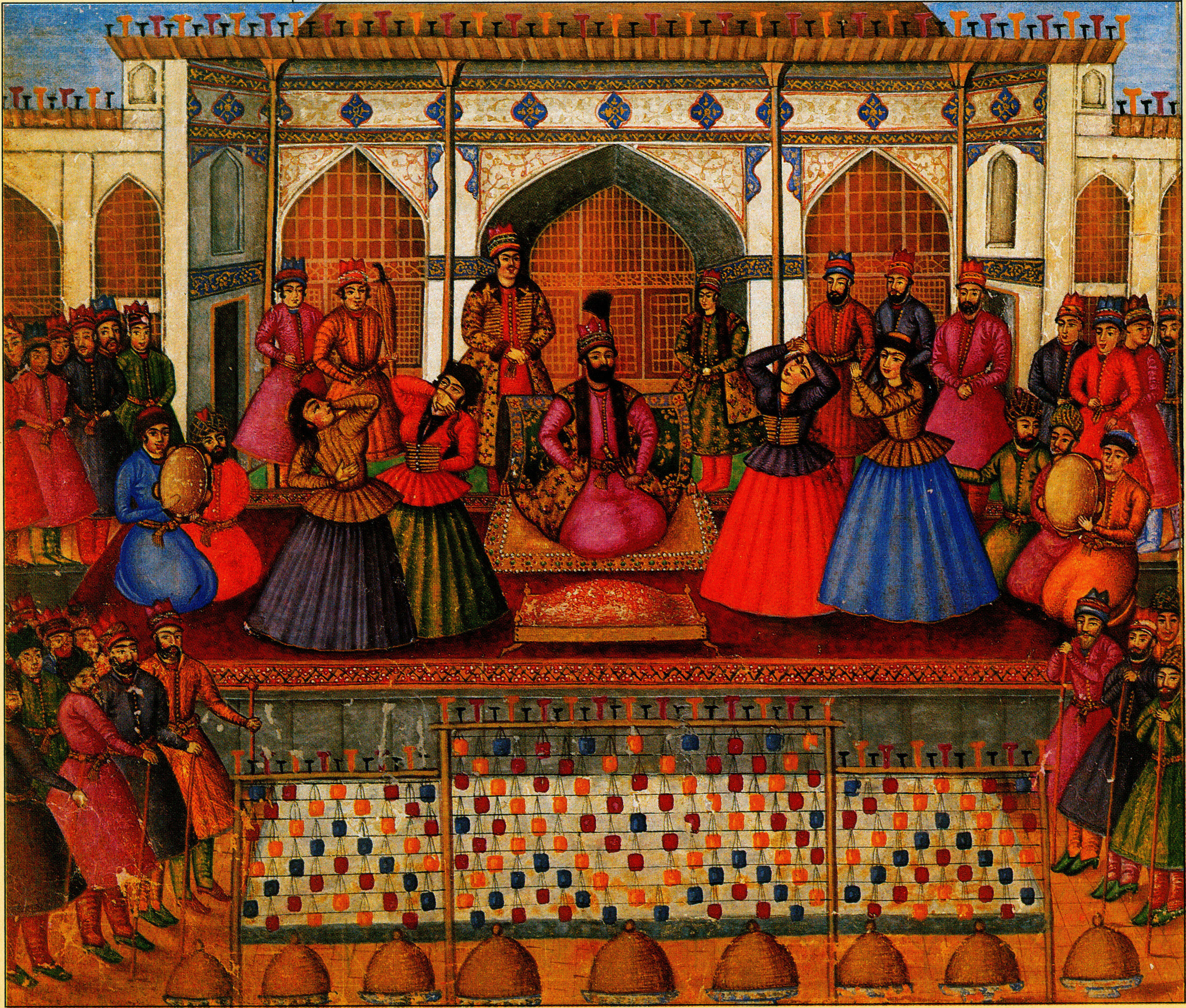
«Свадьба Реза Кули-мирзы», лист из книги «Джахангоша-йе Надири» автора Мирза Мехди-хан Астерабади, 1757 год. На этой картине Надир сидит на ковре в центре, а двое его сыновей стоят позади него, Реза Кули-мирза справа и Муртаза Мирза Афшар слева.

Несколькими годами ранее, в 1722 году, Мир Махмуд-шах и его афганская армия вторглись в Иран и завоевали территорию вплоть до Исфахана, положив конец династии Сефевидов. Тахмасп II, сын последнего Сефевид-шаха, разместился в провинции Мазендеран, собирая армию с помощью лояльных племен этого региона.  Победа Надира в Мешхеде привлекла внимание Тахмаспа , и он назначил Надира своим главнокомандующим. Надир стал известен как Тамасп Кули (слуга Тахмаспа) и возглавил армии Сефевидов, одержав многочисленные победы, в конечном итоге разгромив армию Махмуд в битве при Зеркане в 1730 году. В награду за свои усилия Надир стал губернатором Хорасана, Кермана и Мазендерана. Более того, чтобы укрепить свой союз, Надир и его сын Реза Кули должны были жениться на одной из сестер Тахмаспа. Надир женился на Разии Бегум, а молодой Реза Кули был обручен с Фатиме Бегум.
Когда Резе Кули было двенадцать лет, афганцы Абдали восстали и осадили Мешхед, в то время как Надир находился в Анатолии, ведя кампанию против османов. После того, как его дяде Эбрагим-хану не удалось подчинить повстанцев, Реза Кули отправил Надир у письмо, в котором рассказал ему о ситуации. Надир ответил, что едет им на смену, и велел Резе Кули держаться в городе. Абдали немедленно покинули Мешхед и вернулись в Герат. Таким образом, город был спасен.Надир гордился умным ответом Резы Кули на нападение на Абдали, признавая талант своего сына.
В январе 1731 года Реза Кули женился на Фатиме Бегум в Мешхеде. Надир приложил все усилия, чтобы добраться до города вовремя, чтобы присутствовать на свадьбе. Грандиозные свадебные торжества, продолжавшиеся неделю, прошли в садах Чахарбага недалеко от Мешхеда. По окончании торжеств на небе наблюдалось благоприятное соединение планет. Затем участники отправились в охотничью экспедицию в окрестностях Абиварда и через несколько недель встретили Навруз (иранский Новый год). Надир отправился в Герат в марте 1731 года, чтобы полностью подавить Абдали, и вернулся с победой в феврале 1732 года. На Навруз 1734 года Фатиме Бегум родила сына, которого Надир назвал Шахрохом в честь Шахруха, сына Тимура, тем самым продемонстрировав свой интерес к подражанию завоевателю масштаба Тимура.
В 1736—1738 годах Реза Кули-мирза занимал должность наместника (беклярбека) провинции Хорасан. Отличился в боях с узбеками на востоке Персии. Реза Кули был ослеплён по приказу отца, что не помешало ему впоследствии получить должность вакил од-Даула ва наиб ас-Салтанэ (великого визиря). Он занимал этот пост во время военных походов отца в 1738—1740 годах.
Реза Кули-мирза отдал приказ об убийстве находящихся в Себзеваре свергнутых иранских шахов Тахмаспа II и его сына Аббаса III, что и было исполнено.

### Губернатор Хорасана
Из-за своей неспособности Тахмасп II был свергнут в пользу своего маленького сына Аббаса III. Однако престиж и известность Надира позволили ему претендовать на трон, поэтому он созвал великих лидеров всего королевства, чтобы собраться на равнине Муган и дать согласие на его восхождение. В день своей коронации, 8 марта 1736 года, Надир-шах назначил Резу Кули-мирзу губернатором Хорасана и назначил Тахмаспа-хан Джалайера наставником и регентом своего сына. Таким образом, Надир положил конец сефевидской традиции заключать наследных принцев в гаремы, предоставив Резе Кули армию для командования и регион для управления. Кроме того, Надир возложил на Реза Кули обязанность сохранять и защищать северо-восточные границы, а также обеспечивать безопасность Хорасана.
В начале 1737 года Реза Кули и Джелайер собрали армию для подавления восстания Али Мардан-хана Афшара, одного из соплеменников Надира, управлявшего городами Андхой и Балх. Реза Кули быстро подчинил Чичакту (сегодняшний район Кайсар), прошел через Майману и разбил лагерь за пределами Андхоя. Поскольку Али Мардан-хан не пожелал сдаваться, Реза Кули осадил город и подкупил племена караи и салур, чтобы они подняли мятеж против Али Мардана. После шести недель сопротивления Али Мардан сдался и лично отправился к Реза Кули, предложив ему значительное количество драгоценностей. Али Мардан-хан был отправлен в плен в Герат, но подозрительно скончался по дороге.Продолжая свой поход, Реза Кули победоносно прошел Шеберган и Акчу и в июле 1737 года осадил Балх. Минский аталыг Балха Саид-хан вырыл глубокие траншеи и разместил позади них балхскую армию. Однако артиллерия Резы Кули преодолела сопротивление, и афшарская армия разгромила защитников. Таким образом, Реза Кули положил конец долгому правлению потомков Чингиз-хана в Балхе. Довольный известием об успехе Реза Кули, Надир-шах преподнес своему сыну множество ценных подарков, среди них были породистые лошади, триста почетных мантий и золото.
После этого Реза Кули, полностью поддержанный Джелайером, решил пересечь Амударью и продвинуться на земли Бухарского ханства, игнорируя прямые приказы Надира, запрещающие им это делать. С 8500 своими людьми Реза Кули осадил Карши, важный город. Хан Бухары Абулфейз-хан призвал на помощь Ильбарс-хана, правителя Хивы. Ильбарс-хан двинулся в Трансоксиану, но затем, опасаясь конфронтации с афшарской армией и сбежал. Затем Абулфейз-хан отправился с большой армией на освобождение Карши. Первоначально Абулфейз-хан отбросил Резу Кули, но с помощью своей артиллерии афшарская армия уничтожила его кавалерию. Абулфейз-хан и оставшиеся его люди отступили в замок. Реза Кули, обрадованный своей победой, захватил близлежащий форт и убил многих его жителей. Но затем Надир приказал Резе Кули воздержаться от продолжения предвыборной кампании. Он направил письмо Абулфейз-хану, признавая его правителем Бухары. Реза Кули и Джелайер вернулись на юг, но не завершили свою кампанию, а вместо этого двинулись в Кундуз и горный Бадахшан на востоке. Затем Надир призвал их присоединиться к нему в Джелалабаде, и они быстро отправились туда через Кабул.

### Регент Ирана

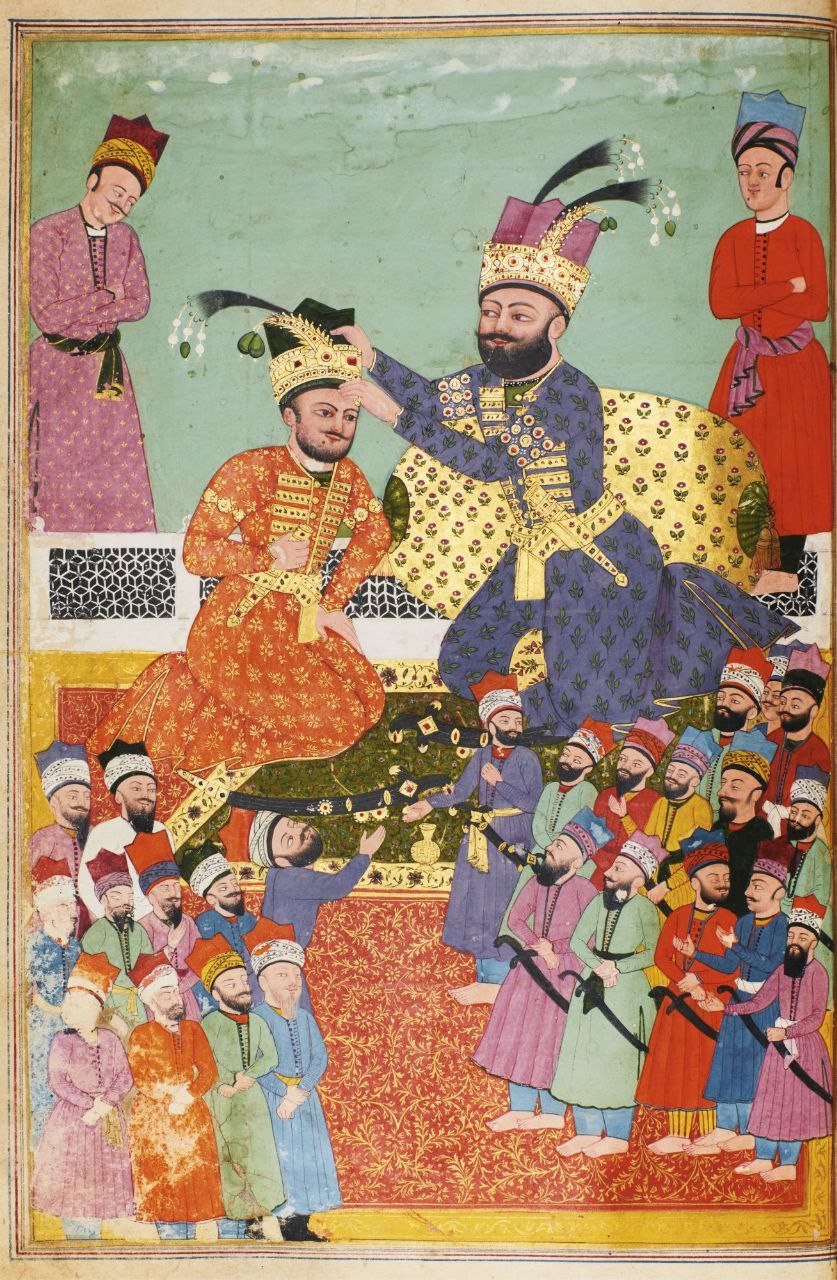
«Надир-шах назначает своего сына Реза Кули-мирзу принцем-регентом перед отъездом в Индию», лист из «Джахангош-йе Надири», сделанный в Северной Индии, датированный 1757-1758 гг.

По прибытии в Джелалабад Надир пренебрег Джелайером, но, видя его явное раскаяние, решил простить его. С Резой Кули он был мягче. Надир провел смотр войск своего сына, снабдил их новыми доспехами и арабскими лошадьми, а затем назначил Резу Кули регентом Ирана, пока он отсутствовал, проводя кампанию в Индии. Надир дал Резе Кули строгие приказы. Реза Кули должен был консультироваться с советниками, которых выбрал для него отец, и ему не разрешалось увольнять или менять их. Более того, Реза Кули отвечал за Тахмаспа II и Аббаса III, которые оба были заключены в тюрьму в Сабзеваре. Реза Кули покинул Джелалабад 17 ноября и вернулся в Балх, в то время как Надир двинулся на восток, в сторону Индии.
В 1738 году весть о туркменской орде под предводительством Ильбарс-хана Хивинского достигла Реза Кули, который вместе со своим двоюродным братом Али Кули-ханом разместил свою армию в Абиварде. Пока Реза Кули и его люди были бдительны, люди Ильбарс-хана были разделены завистью и соперничеством, а разногласия среди его армии вынудили хивинского хана отказаться от вторжения после набега на некоторые районы к югу от Абиварда. Когда угроза была подавлена, Реза Кули и Али Кули-хан вернулись в Мешхед.
Реза Кули посвятил первые три месяца своего правления в Мешхеде формированию специального корпуса из 12 000 солдат-джазаерчи (мушкетёров). Он позаботился о том, чтобы эти солдаты были оснащены золотыми доспехами и оружием, инкрустированным золотом и серебром. Затем, вопреки первоначальным приказам Надира, он начал вмешиваться в политику различных государств внутри королевства и увольнять своих советников, чтобы заменить их теми, кого он выберет.
В то время для поддержания стабильности армии Надира требовалась высокая заработная плата. Свирепствовали высокие налоги, и агенты Надира должны были использовать любые методы, чтобы получить деньги от граждан. Таким образом, армия Резы Кули усугубила эту проблему; в письме, написанном его двоюродным братом Али Кули-ханом, он был предупрежден, что присутствие его постоянной армии приведет Мешхед к состоянию банкротства. Чтобы решить эту проблему, в 1739 году Реза Кули предоставил торговую хартию представителям Московской компании капитану Джон Элтону и Мунго Грэму. Более того, Реза Кули отправил своих агентов в различные штаты королевства для сбора дополнительных налогов. Даже высшие власти этих штатов не могли отказать агентам Резы Кули, поскольку они славились своей жестокостью. Согласно голландскому отчету, Реза Кули тоже был весьма жестоким и казнил людей за мелкие преступления. Хотя его также называли справедливым правителем, например, он помешал Мохаммад Таги-хану, губернатору Шираза, продолжать притеснение жителей города.
Реза Кули обладал монополией на торговлю шелком; он распределял шелк на рынке и запретил любому торговцу покупать шелк у других источников, кроме него. Соответственно, Реза Кули стал довольно богатым среди своих сверстников; в письме отцу он утверждал, что владеет 150 миллионами туманов. Когда Надир спросил его, как ему удалось собрать столько денег, тот ответил, что «превратился в купца и теперь занимается торговлей».
К началу 1739 года ни одно слово о Надире за десять месяцев не дошло до двора Резы Кули, и в Индии распространился слух о смерти Надира. Хотя Реза Кули, должно быть, был лучше информирован о местонахождении своего отца, чем население в целом, разрыв связи весной 1739 года, возможно, оставил позицию Надира двусмысленной. Тем не менее, Реза Кули приготовился к коронации, заказав новую печать, новые монеты и новый герб. Великие люди королевства должны были снова собраться на равнине Мугань для коронации Резы Кули.
Примерно в это же время Реза Кули посетил Мохаммад Хосейн Хан Каджар, хранитель Тахмаспа II и Аббаса III, который сообщил о вероятном просефевидском восстании, подогреваемом слухами о смерти Надира. Он предложил убить Тахмаспа и Аббаса; он пользовался поддержкой многих придворных, которые утверждали, что Надир не был бы против, если бы Тахмасп и Аббас были мертвы. Реза Кули в конце концов поддался уговорам и приказал убить Тахмаспа и Аббаса. Мохаммед Хосейн взял на себя выполнение приказов; сначала он задушил Тахмаспа, а затем ударом меча убил девятилетнего Аббаса. Когда жители Сабзавара услышали эту новость, они начали восстание против Мохаммеда Хосейна и Резы Кули, сравнивая смерть Тахмаспа и его сына с битвой при Кербеле, а виновных — с Шимром и Язидом I. Тем временем Надир решительно разгромил армию Великих Моголов в битве при Карнале. Весть о его победе достигла двора Резы Кули в июне 1739 года, который, как сообщается, был удручён смертью Тахмаспа и Аббаса.
Реза Кули устроил банкет в честь победы своего отца, во время которого его жена Фатиме Бегум, сестра Тахмаспа, узнала о смерти его семьи от своей старой кормилицы. Ошеломленная этой новостью, она потеряла сознание и, придя в себя, начала громко плакать. Она отказалась от присутствия Резы Кули и сердито потребовала, чтобы он ушел. В ту ночь она покончила жизнь самоубийством, повесившись на шелковой веревке. Известие о ее смерти сильно повлияло на Реза Кули, который очень любил свою жену.

### Отстранение и ослепление

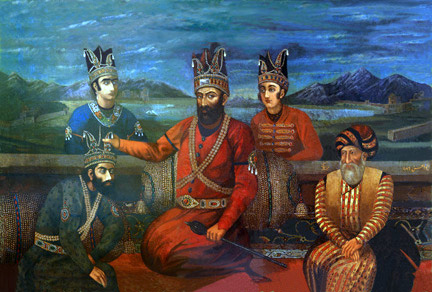
«Введение в должность наследного принца Резы Кули-мирзы его отцом, Надир-шахом Афшаром», автор Абу'л-Хасан Мостауфи Гаффари, 1774 год, сейчас хранится в Комплексе Саадабад в Тегеран. На картине также присутствуют два других сына Надира и «мулла» (религиозный авторитет, который короновал предыдущих королей).

Как только Реза Кули услышал, что Надир и его армия возвращаются в Иран, он отправился со своей специальной армией, чтобы встретить их на полпути. 25 июня 1740 года он достиг лагеря Надира к северу от Герата. Надир, садясь на индийского слона, поприветствовал Реза Кули и приветствовал его в своем лагере, затем он, все еще на своем слоне, сделал смотр армии своего сына и якобы похвалил их, хотя на самом деле он опасался гламурности этих солдат, потому что он не любил великолепие. Поэтому он распустил свою армию и передал солдат своим командирам. Затем он раскритиковал действия Резы Кули во время его пребывания в должности и осудил его за убийство Тахмаспа и его сына. По этой причине он уволил Резу Кули с поста регента и назначил своего младшего сына Мортезу Мирзу, теперь переименованного в Насрулла-Мирзу (перс. نصرالله میرزا افشار‎), своим регентом в Мешхеде.
Реза Кули должен был сопровождать Надира в его кампании в Трансоксиане, выступая в качестве офицера снабжения армии. В ходе этой короткой кампании Надиру наконец удалось подчинить Бухарского Абулфейз-хана. Чтобы подтвердить свою вассальную зависимость, Абулфейз-хан предложил двум своим дочерям выйти замуж за семью Надира. Старшая дочь Маниджа должна была выйти замуж за Реза Кули, а младшая дочь должна была выйти замуж за Али Кули-хана, племянника Надира. Но Реза Кули отказался жениться на Манидже; в одном сообщении утверждается, что он был больше увлечен младшей дочерью и завидовал Али Кули-хана, в то время как в другом сообщении утверждается, что он не был готов снова жениться после смерти Фатиме Бегум. В конце концов Реза Кули не женился ни на одной из дочерей, Надир взял в жены Манидже, а Али Кули по договоренности женился на младшей дочери.
В марте 1741 года Надир начал поход в Дагестан, чтобы отомстить за своего брата Ибрагим-хана, убитого жившими там лезгинами. Надир взял с собой Реза Кули, назначив его одним из своих командиров. К этому времени Реза Кули, несколько раз униженный Надиром, открыто критиковал своего отца за его страсть к завоеваниям и войне, его слова дошли до ушей Надира по сообщениям очевидцев. 15 мая Надир пережил покушение, совершенное неизвестным в лесах Мазендерана. Он начал массовые допросы людей в своем лагере, но был предвзятым мнением, что Реза Кули приложил руку к убийству. Летом 1742 года агенты Надира привели к нему человека по имени Ник Гадам, который признался, что он был убийцей, а Реза Кули-ирза был его работодателем. Когда Надир предъявил Резе Кули обвинение, его сын в гневе выхватил кинжал, поэтому Надир приказал его арестовать. Несколько высокопоставленных чиновников пытались убедить Резу Кули признаться в своем преступлении и извиниться, но Резу Кули это не убедило. Наконец, Надир приказал ослепить своего сына, но вскоре раскаялся после того, как ему подарили выколотые глаза. Через три дня после ослепления он посетил Реза Кули, который только сказал ему: «Ты должен знать, что, вырвав мне глаза, ты ослепил себя и разрушил свою жизнь».

## Наследие
У Резы Кули остался старший сын Шахрох Шах Афшар, который в 1748 году сменил Али Адил-шах и Ибрагима Афшара и стал правителем Хорасана. Реза Кули так и не женился повторно после Фатиме Бегум, которая, возможно, также родила еще троих детей, но в их существовании нет уверенности.
И современные, и новейшие историки сходятся во мнении, что ослепление Резы Кули стало катализатором упадка Надир-шаха, как в сфере правления, так и в характере.  Это вызвало у него катастрофический психический срыв, который поставил его на путь горечи, нигилизма и гнева, в конечном итоге сравнив его с сумасшедшим. Но это также вызвало многочисленные восстания по всей стране против него и его тиранического правления. Все современные историки положительно оценивают характер и способности Резы Кули, поэтому, по мнению, он мог бы стать достойным правителем своего народа, объединив военную мощь своего отца со своими знаниями в области торговли и финансов для построения более конструктивной администрации. В более поздних поколениях слова Резы Кули, обращенные к Надиру, были романтизированы: «Вы выкололи не мои глаза, а глаза Персии», имея в виду бедствия и хаос, которые последовали за падением Надира.

## Смерть
20 июня 1747 года, после смерти Надир-шаха, в крепости Калате Реза Кули-мирза был убит вместе с 13 маленькими сыновьями по приказу нового персидского шаха и своего двоюродного брата Али Адил-шаха.

## Семья
19 января 1731 года в Мешхеде (Хорасан) Реза Кули-мирза женился на шахзади Фатиме Султан Бегум (? — 5 февраля 1740), дочери Солтана Хусейна (1688—1726), шаха Персии из династии Сефевидов (1694—1722). У них было шесть сыновей:
- Шахзаде Шахрох Мирза (21 марта 1734—1796)
- Шахзаде Фатх али Мирза (1735 — 21 сентября 1748)
- Шахзаде Ахмад Кули Мирза (1736 — 21 сентября 1748)
- Шахзаде Хумаюн Мирза (1741 — 21 сентября 1748)
- Шахзаде Биситун Мирза (1744 — 21 сентября 1748)
- Шахзаде Махмуд Мирза (1744 — 21 сентября 1748)